# Luciogobius griseus
Luciogobius griseus — вид прісноводних бичкоподібних риб родини оксудеркових (Oxudercidae). Описаний у 2023 році.

## Поширення
Ендемік Японії. Поширений на островах Рюкю. Мешкає в літоральних гравійних відкладеннях, що піддаються стоку прісної води з джерел на берегових лініях або гирлах річок.